# Aeroport de Bolonya
L'Aeroport de Bolonya (en italià: Aeroporto di Bologna), també és conegut pel nom d'Aeroport Guglielmo Marconi (codi IATA: BLQ, codi OACI: LIPE) és un aeroport italià situat a la ciutat de Bolonya, a la regió d'Emília-Romanya, a Itàlia.
Està situat al barri de Borgo Panigale, a 6 km al nord-oest del centre de la ciutat. L'aeroport duu el nom del ciutadà bolonyès Guglielmo Marconi, un gran enginyer elèctric premiat amb el Nobel. És el principal aeroport de l'Emília-Romanya i un dels aeroports intercontinentals d'Itàlia, al costat dels de Roma-Fiumicino, Milà-Malpensa, Venècia-Marco Polo, Catània-Fontanarossa, Pisa-San Giusto, Nàpols-Capodichino, Palermo- punta Raisi i Torí-Caselle.